# Caviahue-Copahue

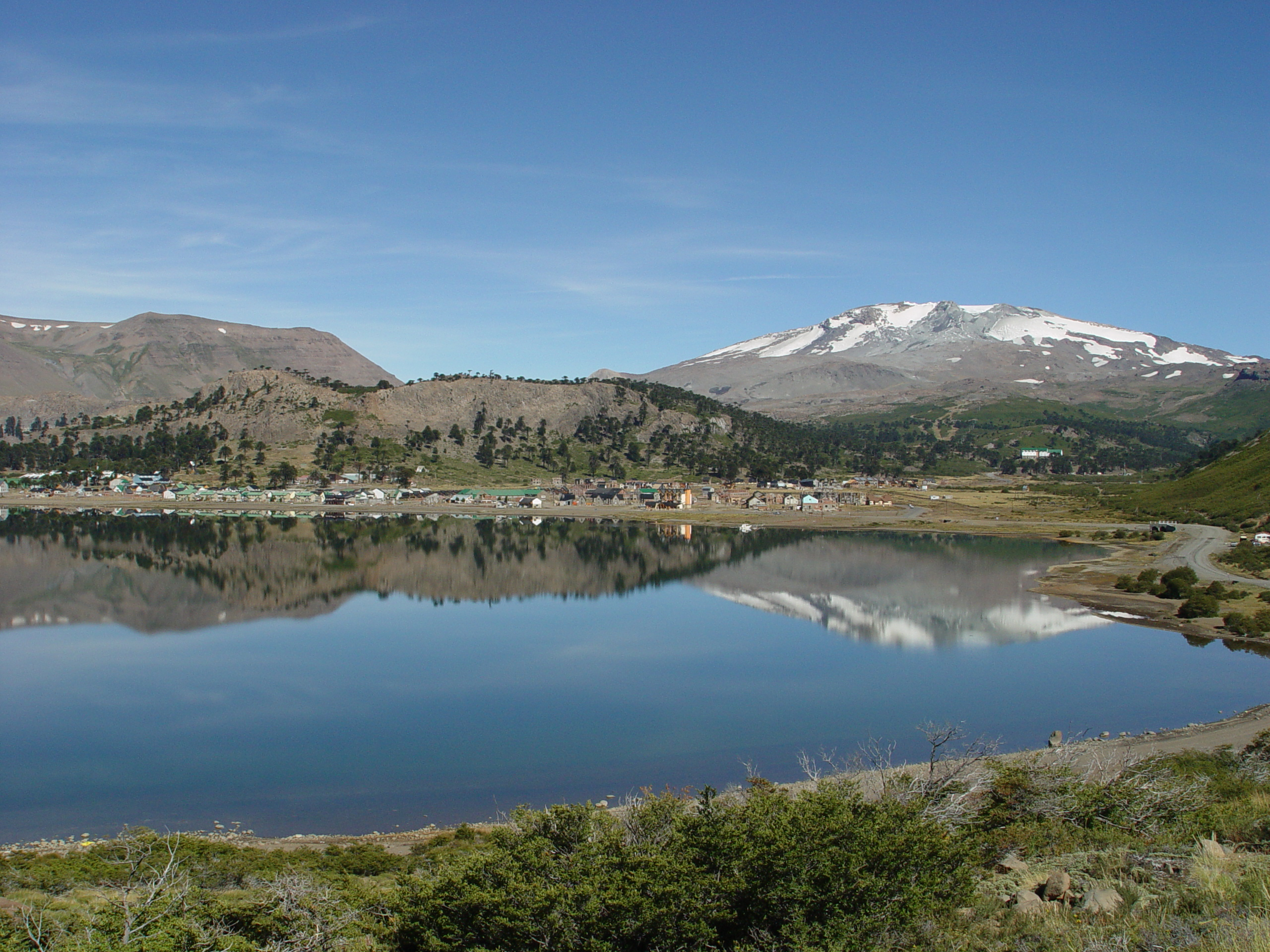
Vista del Lago Caviahue y de la localidad de Caviahue, desde el camino que conduce a Copahue, al fondo se divisa el volcán Copahue

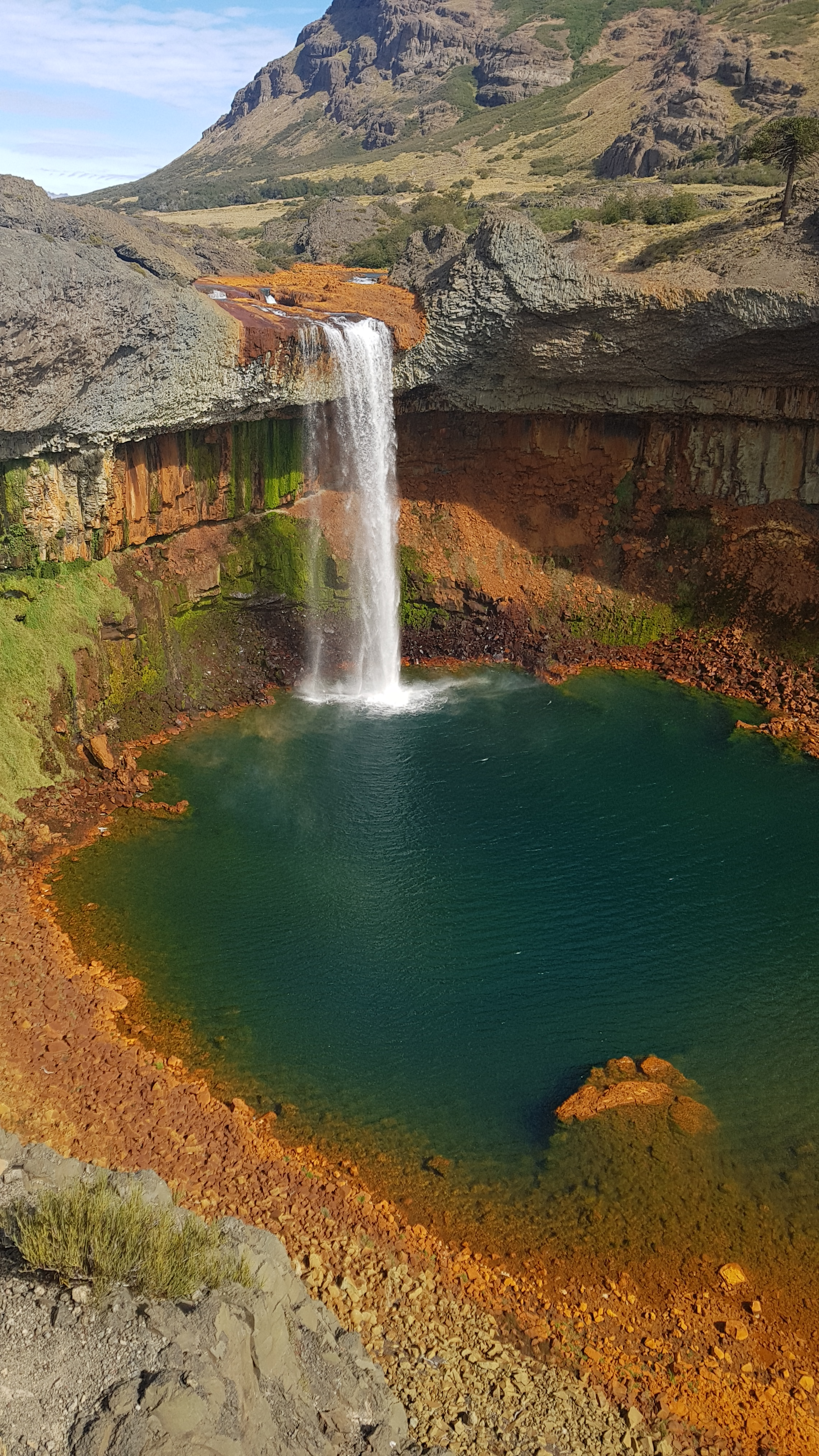
Salto del Agrio

Caviahue-Copahue es una localidad del departamento Ñorquín situado al noroeste de la provincia del Neuquén, Argentina. El municipio está integrado por una localidad,  Caviahue, y un centro turístico sin población permanente, Copahue donde se encuentran las Termas de Copahue, reconocidas mundialmente por la calidad de sus aguas termales. La depresión donde se encuentra el pueblo de Caviahue y el lago Caviahue es una caldera volcánica llamada Caldera de Caviahue.

## Toponimia
Los nombres Caviahue y Copahue significan en lengua mapuche: lugar sagrado de fiesta o de reunión y lugar de azufre respectivamente.

## Ubicación
Caviahue se encuentra ubicada a a 52 km al noroeste de Loncopué, cabecera del departamento, con la cual está vinculada por la ruta provincial Nº26 y a 174 km al noroeste de la ciudad de Zapala con la cual está vinculada por las rutas provincial N.º 21 (hasta Las Lajas) y la nacional N.º 40. Está a 1600 m s. n. m. emplazada en un valle angosto, al pie del volcán Copahue y al borde del lago Caviahue. El centro termal de Copahue dista 19 km en dirección NNO desde la localidad por camino de ripio a un nivel de 2100 m s. n. m..

## Flora
Los bosques de araucarias o Pehuén, crecen en una altura de entre 900 m hasta 1700 m. La mayoría de las veces, las araucarias están mezcladas con ñires y lengas.

## Historia

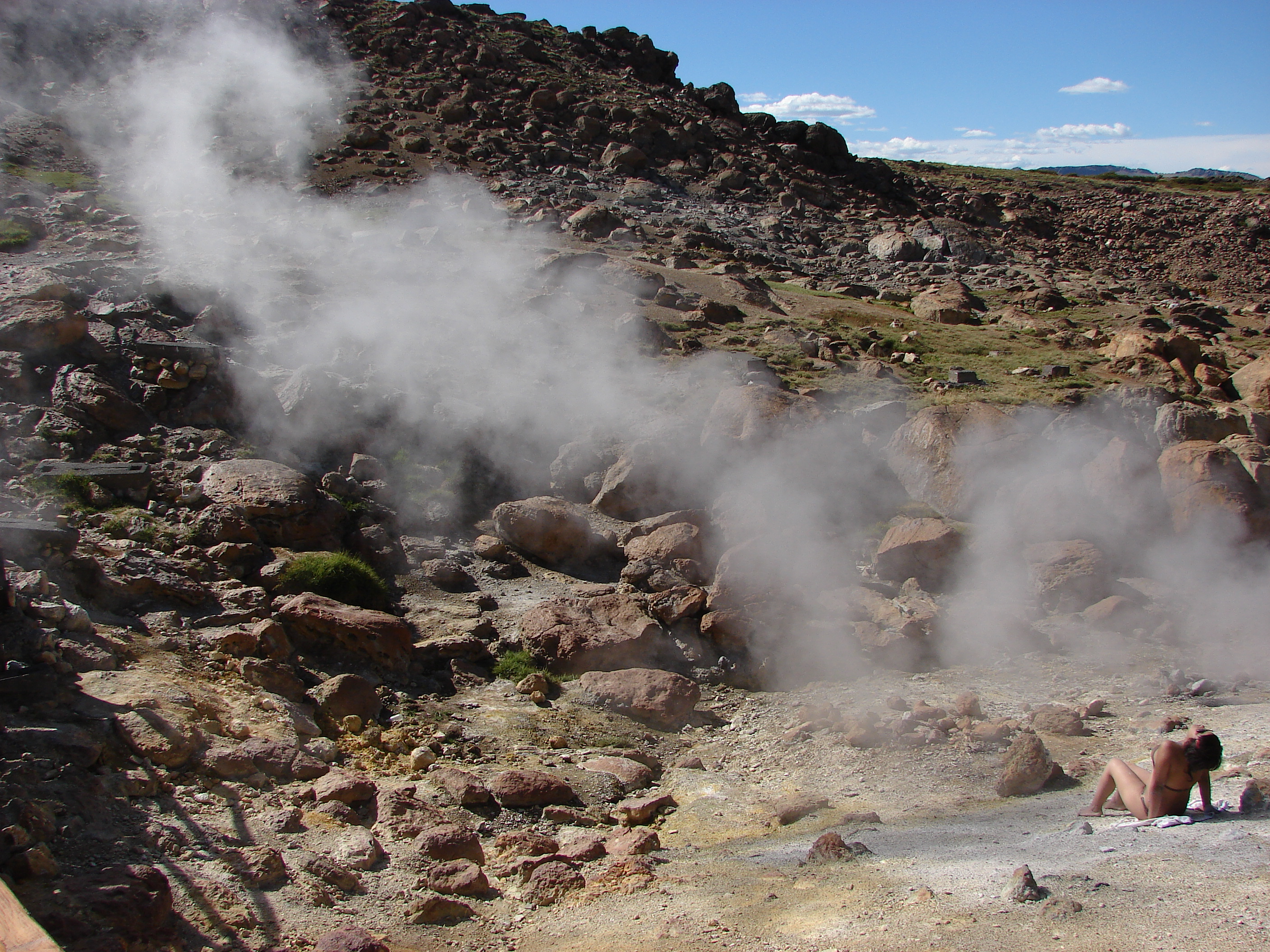
Las Maquinitas, termas libres cerca de Copahue.

Región de valor terapéutico desde hace siglos, los criollos acceden a él, recién en 1870, cuando el Dr. Pedro Ortiz Vélez (médico argentino residente en Chile), obtuvo el permiso del cacique Cheuquel (hermano Purrán), para traer a sus enfermos.

## Población
El censo de 2001 mostró que había 475 habitantes en todo el municipio. Mientras que para el censo 2010 se conoció una población de 608, lo que representó un leve incremento. Se compuso de 311 varones y 297 mujeres, lo que arrojó un índice de masculinidad del 104.71%. En tanto, las viviendas pasaron de a ser 125 a 502.
Según el censo 2022 se conoció una población dentro del municipio de 1,059 habitantes y 563 viviendas.
| Gráfica de evolución demográfica de Caviahue-Copahue entre 1991 y 2022 |
|                                                                        |
| Fuente: censos nacionales del INDEC                                    |

## Infraestructura
En 1999 se inauguró en Copahue un sistema de calefacción de calles por losa radiante permitiendo que el calor mantenga descongeladas las calles, y posibilitar así la extensión de las temporadas. Este sistema toma vapor geotermal de los pozos a 1300 m de profundidad (con una temperatura superior a los 110 °C) y lo distribuye bajo las calles por 45.000 m de tuberías inoxidables. La temperatura que liberan impide la acumulación de nieve o hielo. Igualmente ya hace varios años este sistema está obsoleto, a causa del clima riguroso y la falta de mantenimiento e inversión. 
En la localidad de Caviahue, salvo las arterias principales, las calles se mantienen con nieve pisada de modo que durante la época invernal y se puede pasear con esquíes de fondo o con raquetas de nieve por el pueblo y por senderos en el bosque pudiendo llegar incluso a las 7 cascadas del río Agrio.

## Gastronomía
La gastronomía típica de la zona suelen ser los platos elaborados sobre la base de chivitos y corderos patagónicos.

## Turismo
Copahue es uno de los tres centros hidrotermales más importantes del mundo. La excelencia de sus aguas mineromedicinales, fangos, algas y vapores, hacen que este lugar sea visitado por gran cantidad de personas en busca de alivio para afecciones osteoarticulares, dermatológicas y respiratorias. A esto se suman las terapias hidropónicas con las aguas bebibles; a las que se le atribuyen propiedades digestivas, antianémicas, energizantes. Estas son utilizadas en tratamientos de diabetes y otras afecciones gastrointestinales. Posee capacidad para unos 2000 tratamientos diarios y funciona de noviembre a abril, debido a los varios metros de nieve que en invierno cubren casi totalmente el lugar. La riqueza termal de Copahue es explotada por el Estado de la provincia a través del Ente Provincial de Termas.
La segunda actividad turística de relevancia es la relacionada con el esquí, desarrollada en el centro de esquí Caviahue, el que cuenta con 13 pistas de esquí y 9 medios de elevación.
Se practica la pesca deportiva en la modalidad Fly Cast con devolución obligatoria de todos los ejemplares capturados. Los ambientes de pesca públicos son Laguna Hualcupén, Arroyo Hualcupén y Río Agrio. Se obtienen ejemplares de trucha arco iris, fontinalis y perca.

## Actualidad
Ante la eventualidad de una nueva erupción volcánica del Copahue en el vecino Chile, se ha decretado alerta amarilla en esta zona, que podría verse afectada. El gobernador Jorge Sapag aseguró que la evacuación de 600 pobladores es preventiva.